# マーベル・ユニバース (テーマパーク)
マーベル・ユニバース (MARVEL Universe) は上海ディズニーランドのガーデン・オブ・イマジネーション内にあるマーベルをテーマとした室内型のエリアである。

## 概要
ウォルト・ディズニー・カンパニーがマーベル・エンターテインメントを買収した際に、ディズニー・パークス・エクスペリエンス・プロダクツは世界中のディズニーパークに今後マーベル製作のアトラクションやエリア、グッズ、ショーを展開したいと発言し、その後、香港ディズニーランド（香港ディズニーランド・リゾート）のトゥモローランド内に当時世界初の「アイアンマン・エクスペリエンス」が誕生した。
そのため、ディズニーパークの開園当初からマーベルと関連がある、室内型のマーベルエリアも世界初となった。マーベル・ユニバース外でもトゥモローランド内にマーベルのレストランもある。
それに続き現在、「トワイライトゾーン・タワー・オブ・テラー」をクローズし、「ガーディアンズ・オブ・ギャラクシー - ミッション:ブレイクアウト!」がオープンした。ウォルト・ディズニー・スタジオ・パーク（ディズニーランド・パリ）、ディズニー・カリフォルニア・アドベンチャー（ディズニーランド・リゾート）、香港ディズニーランド（香港ディズニーランド・リゾート）には「アベンジャーズ・キャンパス」と呼ばれる大型エリアの展開やフロリダのエプコット（ウォルト・ディズニー・ワールド・リゾート）には「ガーディアンズ・オブ・ギャラクシー」のアトラクションも導入予定である。
なお、東京ディズニーリゾートのみマーベル展開はグッズ並びにアトラクション等も一切導入していない。

## エリア内
10時から8時でオープンしており、歴代アイアンマンのアーマーやハルクバスター、マイティ・ソー、キャプテン・アメリカ関連の道具なども展示している。
映画『アベンジャーズ』のキャラクターも不定期に登場する。

## グリーティング
ここにはマーベル・キャラクターと写真撮影や話し合いができるエリアもある。
- スパイダーマン
- キャプテン・アメリカ

## アトラクション
アイアンマンの視点を体験できるアトラクションがある。